# 腰堡镇
腰堡镇，是中华人民共和国辽宁省铁岭市铁岭县下辖的一个乡镇级行政单位。

## 行政区划
腰堡镇下辖以下地区：
康兴社区、范家屯村、腰堡村、三家子村、石山子村、大康屯村、石家沟村、陈千户村、茨林子村、沙坨子村、友谊村、荣家屯村、汤牛堡村、东小河村、铁岭县腰堡工业园社区和辽宁专用车生产基地社区。

## 交通
京哈铁路：乱石山站